# Найобрэра (округ)
Округ Найобрэра (англ. Niobrara County) — округ, расположенный в штате Вайоминг (США) с населением в 2484 человек по статистическим данным переписи 2010 года.
Столица округа находится в городе Ласк.

## История
Округ Найобрэра был образован в 1911 году.

## География
По данным Бюро переписи населения США округ Найобрэра имеет общую площадь в 6806 квадратных километров, из которых 6801 кв. километров занимает земля и 5 кв. километров — вода. Площадь водных ресурсов округа составляет 0,08 % от всей его площади.

### Соседние округа
- Уэстон — север
- Кастер (Южная Дакота) — северо-восток
- Фолл-Ривер (Южная Дакота) — восток
- Су (Небраска) — юго-восток
- Гошен — юг
- Платт — юго-запад
- Конверс — запад

### Охраняемые природные территории
- Национальный заповедник Тандер-Бейсин

## Демография

Распределение населения округа Найобрэра по возрастным диапазонам

По данным переписи населения 2000 года в округе Найобрэра проживало 2407 человек, 679 семей, насчитывалось 1011 домашних хозяйств и 1338 жилых домов. Средняя плотность населения составляла 0,354 человек на один квадратный километр. Расовый состав округа по данным переписи распределился следующим образом: 98,05 % белых, 0,12 % чёрных или афроамериканцев, 0,50 % коренных американцев, 0,12 % азиатов, 0,71 % смешанных рас, 0,50 % — других народностей. Испано- и латиноамериканцы составили 1,50 % от всех жителей округа.
Из 1011 домашних хозяйств в 27,10 % — воспитывали детей в возрасте до 18 лет, 57,60 % представляли собой совместно проживающие супружеские пары, в 6,00 % семей женщины проживали без мужей, 32,80 % не имели семей. 29,50 % от общего числа семей на момент переписи жили самостоятельно, при этом 14,10 % составили одинокие пожилые люди в возрасте 65 лет и старше. Средний размер домашнего хозяйства составил 2,28 человек, а средний размер семьи — 2,81 человек.
Население округа по возрастному диапазону по данным переписи 2000 года распределилось следующим образом: 22,60 % — жители младше 18 лет, 6,10 % — между 18 и 24 годами, 26,00 % — от 25 до 44 лет, 26,60 % — от 45 до 64 лет и 18,70 % — в возрасте 65 лет и старше. Средний возраст жителей округа составил 43 года. На каждые 100 женщин в округе приходилось 95,20 мужчин, при этом на каждых сто женщин 18 лет и старше приходилось 88,80 мужчин также старше 18 лет.
Средний доход на одно домашнее хозяйство в округе составил 29 701 доллар США, а средний доход на одну семью в округе — 33 714 долларов. При этом мужчины имели средний доход в 25 909 долларов в год против 17 016 долларов среднегодового дохода у женщин. Доход на душу населения в округе составил 15 757 долларов в год. 10,70 % от всего числа семей в округе и 13,40 % от всей численности населения находилось на момент переписи населения за чертой бедности, при этом 15,00 % из них были моложе 18 лет и 15,60 % — в возрасте 65 лет и старше.

## Главные автодороги

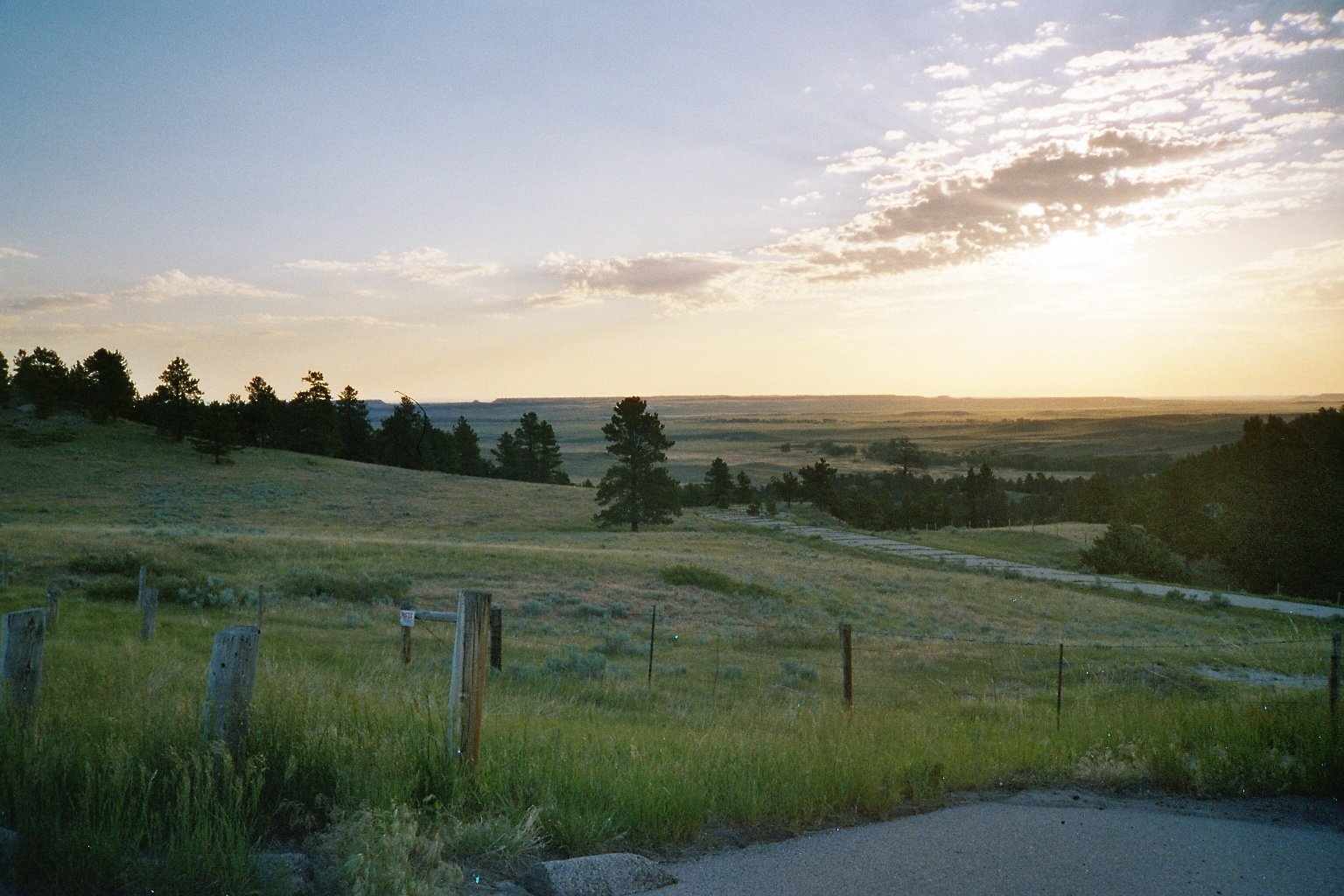
Автодорога SR85 (Вайоминг), округ Найобрэра

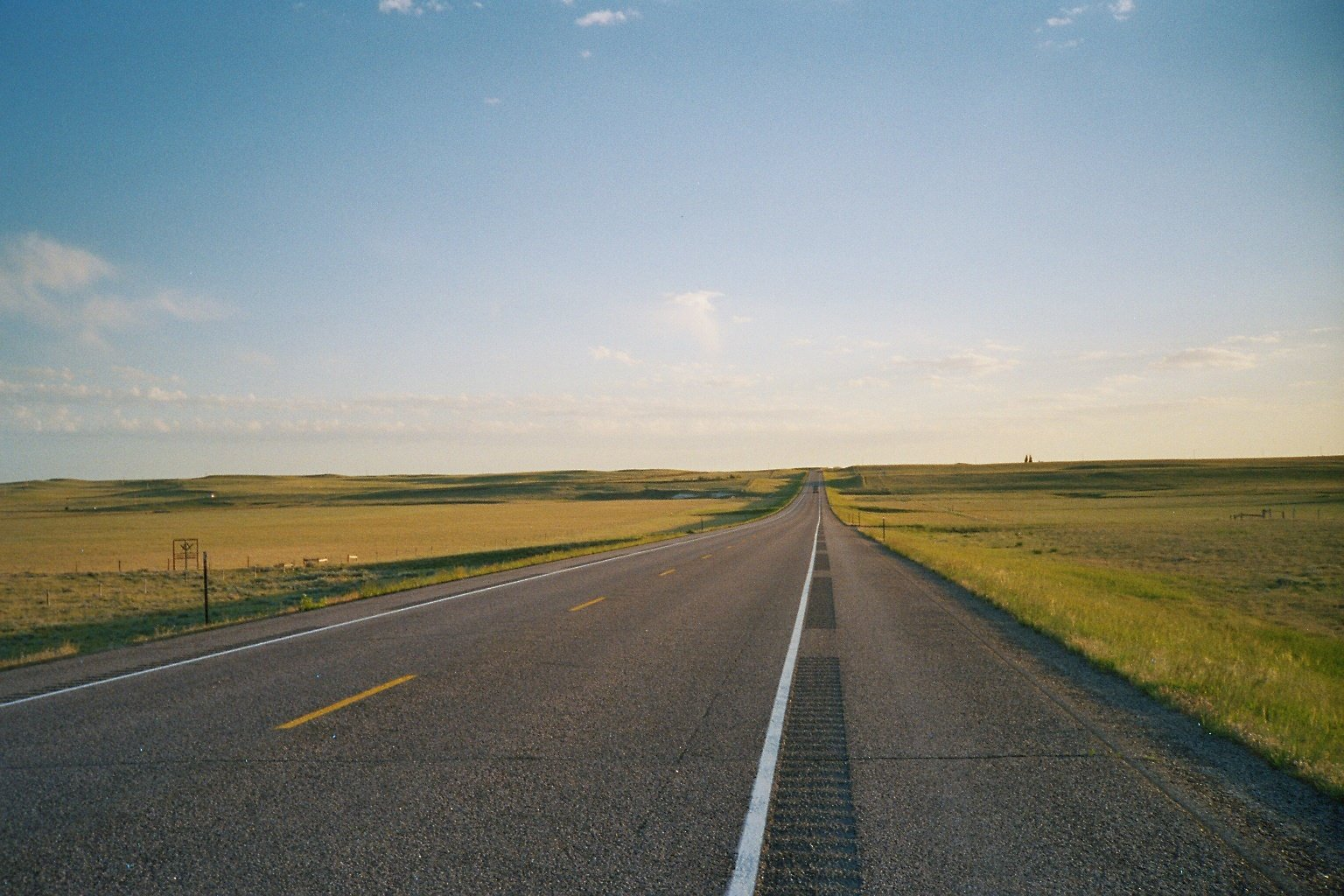
Автодорога SR85N (Вайоминг), округ Найобрэра

- US 18
- US 20
- US 85

## Населённые пункты

### Города
- Ласк
- Манвилл
- Ван-Тасселл

### Статистически обособленные местности
- Ланс-Крик